# Veldstraat (Baarn)
De Veldstraat is een straat in Baarn in de Nederlandse provincie Utrecht.
De Veldstraat verbindt de Eemnesserweg met de Dalweg. Deze weg vormde rond 1840 de westelijke begrenzing van het dorp Baarn. Op de hoek van de Eemnesserweg staan de villa's Castanea en Casa Nuova. Aan de overkant van de kruising met de Dalweg staat Huize Veltheim.